# عزلة بني عمر (ذمار)

تعديل مصدري - تعديل

عزلة بني عمر هي إحدى عزل مديرية وصاب السافل في محافظة ذمار اليمنية ويبلغ تعداد سكانها 4413 نسمة حسب التعداد السكاني في اليمن لعام 2004.